# 제6회 전국동시지방선거 광역자치단체장
대한민국 제6회 지방 선거의 광역자치단체장 선거는 대한민국의 광역자치단체장을 선출하는 선거로, 2014년 6월 4일에 진행되었다. 각 지역별 특별시장, 광역시장, 특별자치시장, 도지사, 특별자치도지사를 선출하는 선거이다.

## 참여 정당
제6회 지방 선거의 광역자치단체장 선거에는 총 6개 정당이 후보자를 등록하였다.
- 국회에 의석이 있는 당 : 새누리당, 새정치민주연합, 통합진보당, 정의당
- 국회에 의석이 없는 당 : 노동당, 새정치국민의당

## 선거 결과
| 정당           | 득표수     | 득표율 | 당선인 |
| -------------- | ---------- | ------ | ------ |
| 새누리당       | 10,735,126 | 46.89% | 8      |
| 새정치민주연합 | 10,384,406 | 45.36% | 9      |
| 통합진보당     | 456,606    | 1.99%  |        |
| 정의당         | 207,613    | 0.91%  |        |
| 노동당         | 44,892     | 0.20%  |        |
| 새정치국민의당 | 21,240     | 0.09%  |        |
| 무소속         | 1,044,118  | 4.56%  |        |
| 총합           | 22,894,001 |        | 17     |

### 당선자
| 지역               | 기호   | 후보   | 정당           | 득표수    | 득표율 | 비고 |
| ------------------ | ------ | ------ | -------------- | --------- | ------ | ---- |
| 서울특별시장       | 2      | 박원순 | 새정치민주연합 | 2,726,763 | 56.12% | 재선 |
| 인천광역시장       | 1      | 유정복 | 새누리당       | 615,077   | 49.95% |      |
| 경기도지사         | 1      | 남경필 | 새누리당       | 2,524,981 | 50.43% |      |
| 강원도지사         | 2      | 최문순 | 새정치민주연합 | 381,338   | 49.76% | 재선 |
| 대전광역시장       | 2      | 권선택 | 새정치민주연합 | 322,762   | 50.07% |      |
| 세종특별자치시장   | 2      | 이춘희 | 새정치민주연합 | 36,203    | 57.78% |      |
| 충청남도지사       | 2      | 안희정 | 새정치민주연합 | 465,994   | 52.21% | 재선 |
| 충청북도지사       | 2      | 이시종 | 새정치민주연합 | 361,115   | 49.75% | 재선 |
| 광주광역시장       | 2      | 윤장현 | 새정치민주연합 | 367,150   | 57.85% |      |
| 전라남도지사       | 2      | 이낙연 | 새정치민주연합 | 755,036   | 77.96% |      |
| 전라북도지사       | 2      | 송하진 | 새정치민주연합 | 599,654   | 69.23% |      |
| 부산광역시장       | 1      | 서병수 | 새누리당       | 797,926   | 50.65% |      |
| 대구광역시장       | 1      | 권영진 | 새누리당       | 581,175   | 55.95% |      |
| 울산광역시장       | 1      | 김기현 | 새누리당       | 306,311   | 65.42% |      |
| 경상남도지사       | 1      | 홍준표 | 새누리당       | 913,162   | 58.85% |      |
| 경상북도지사       | 1      | 김관용 | 새누리당       | 986,989   | 77.73% | 3선  |
| 제주특별자치도지사 | 1      | 원희룡 | 새누리당       | 172,793   | 59.97% |      |
| 투표율             | 투표율 | 56.8 % | 합계           |           |        |      |

### 특별시장

#### 서울특별시
| 순위   | 기호   | 후보   | 정당           | 득표수    | 득표율    | 비고   |
| ------ | ------ | ------ | -------------- | --------- | --------- | ------ |
| 2      | 1      | 정몽준 | 새누리당       | 2,109,869 | 43.03%    |        |
| 1      | 2      | 박원순 | 새정치민주연합 | 2,752,171 | 56.13%    |        |
| 3      | 3      | 정태흥 | 통합진보당     | 23,638    | 0.48%     |        |
| 4      | 4      | 홍정식 | 새정치당       | 17,603    | 0.36%     |        |
| 투표율 | 투표율 | 58.63% | 합계           | 4,903,281 |           | 유효율 |
| 무효   | 무효   | 45,616 | 45,616         | 기권      | 3,492,697 | 99.08% |

2011년 재보궐선거에서 한나라당 나경원 후보를 꺾은 박원순 후보와 전 동작구 을 지역구 의원인 정몽준 의원의 대결이였다. 정몽준 의원은 세월호 참사 등 외부 악재와 아들의 막말 논란으로 인하여 선거에 불리해졌고, 결국 13% 차이로 참패했다. 특히 이는 강남3구(서초구,강남구,송파구)에서 두드러졌는데,이 당시 새누리당 강세지역이였던 강남3구에서 박원순이 상당히 선전했는데, 송파구에선 승리를 거두었고, 강남구,송파구에서도 5% 이내로 격차를 좁혔다.

### 광역시장

#### 인천광역시
| 순위   | 기호   | 후보   | 정당           | 득표수    | 득표율    | 비고   |
| ------ | ------ | ------ | -------------- | --------- | --------- | ------ |
| 1      | 1      | 유정복 | 새누리당       | 615,077   | 49.95%    |        |
| 2      | 2      | 송영길 | 새정치민주연합 | 593,555   | 48.21%    |        |
| 3      | 3      | 신창현 | 통합진보당     | 22,651    | 1.84%     |        |
| 투표율 | 투표율 | 53.66% | 합계           | 1,231,283 |           | 유효율 |
| 무효   | 무효   | 13,219 | 13,219         | 기권      | 1,074,696 | 98.94% |

민선 5기 인천시장 송영길과 제19대 김포시 국회의원인 유정복 의원이 대결했다. 지역구도는 보수우세(남구,동구,서구,연수구,옹진군,강화군) vs 진보우세(부평구,계양구,남동구) 구도로 치러졌고, 특히 직전 지방선거에서 송영길 후보가 신승했던 연수구와 구도심 지역(동구,중구)를 다시 빼앗아서 5% 이상의 격차로 승리를 거둔 것은 물론, 부평구,계양구,남동구에서도 격차를 줄였고, 결국 1% 정도의 격차로 유정복 후보가 이겼다.

#### 대전광역시
| 순위   | 기호   | 후보   | 정당           | 득표수  | 득표율  | 비고   |
| ------ | ------ | ------ | -------------- | ------- | ------- | ------ |
| 2      | 1      | 박성효 | 새누리당       | 301,389 | 46.76%  |        |
| 1      | 2      | 권선택 | 새정치민주연합 | 322,762 | 50.08%  |        |
| 4      | 3      | 김창근 | 통합진보당     | 9,009   | 1.40%   |        |
| 3      | 4      | 한창민 | 정의당         | 11,346  | 1.76%   |        |
| 투표율 | 투표율 | 54.03% | 합계           | 644,506 |         | 유효율 |
| 무효   | 무효   | 8,165  | 8,165          | 기권    | 555,301 | 98.75% |

#### 광주광역시
| 순위   | 기호   | 후보   | 정당           | 득표수  | 득표율  | 비고   |
| ------ | ------ | ------ | -------------- | ------- | ------- | ------ |
| 3      | 1      | 이정재 | 새누리당       | 21,613  | 3.40%   |        |
| 1      | 2      | 윤장현 | 새정치민주연합 | 367,150 | 57.85%  |        |
| 4      | 3      | 윤민호 | 통합진보당     | 21,197  | 3.34%   |        |
| 6      | 4      | 이병훈 | 노동당         | 6,785   | 1.06%   |        |
| 2      | 5      | 강운태 | 무소속         | 201,639 | 31.77%  |        |
| 5      | 7      | 이병완 | 무소속         | 16,246  | 2.55%   |        |
| 투표율 | 투표율 | 57.09% | 합계           | 634,630 |         | 유효율 |
| 무효   | 무효   | 15,286 | 15,286         | 기권    | 488,502 | 97.65% |

#### 대구광역시
| 순위   | 기호   | 후보   | 정당           | 득표수    | 득표율  | 비고   |
| ------ | ------ | ------ | -------------- | --------- | ------- | ------ |
| 1      | 1      | 권영진 | 새누리당       | 581,175   | 55.95%  |        |
| 2      | 2      | 김부겸 | 새정치민주연합 | 418,891   | 40.33%  |        |
| 5      | 3      | 송영우 | 통합진보당     | 10,857    | 1.04%   |        |
| 4      | 4      | 이원준 | 정의당         | 12,922    | 1.24 %  |        |
| 3      | 5      | 이정숙 | 무소속         | 14,774    | 1.42%   |        |
| 투표율 | 투표율 | 52.30% | 합계           | 1,038,619 |         | 유효율 |
| 무효   | 무효   | 14,019 | 14,019         | 기권      | 959,941 | 98.67% |

선거 결과 무난하게 권영진 후보가 이겼지만, 김부겸 민주당 후보 역시 40%라는 낮지 않은 득표율을 올려 6공 헌정사상 진보진영 소속으로는 대구에서 가장 좋은 성적을 올린 시장 후보가 되었다. 마의 40% 벽을 넘은 김부겸 후보는 지역주의 타파의 아이콘으로 불리게 되었고 2016년 총선에서 대구 수성갑에 출마하여 60%대의 압승을 거두는 발판을 마련하게 되었다.

#### 울산광역시
| 순위   | 기호   | 후보   | 정당     | 득표수  | 득표율  | 비고   |
| ------ | ------ | ------ | -------- | ------- | ------- | ------ |
| 1      | 1      | 김기현 | 새누리당 | 306,311 | 65.42%  |        |
| 2      | 4      | 조승수 | 정의당   | 123,736 | 26.43%  |        |
| 3      | 5      | 이갑용 | 노동당   | 38,107  | 8.13%   |        |
| 투표율 | 투표율 | 56.11% | 합계     | 468,154 |         | 유효율 |
| 무효   | 무효   | 43,727 | 43,727   | 기권    | 400,444 | 91.46% |

전임자 박맹우의 좋은 시정 평가와 더불어 김기현의 행정가적인 면모, 그리고 진보진영의 단일화 불발로 인해 PK권에서 가장 진보세가 강한 울산이었음에도 김기현 후보가 65%를 얻으며 압승하였다. 조승수 후보는 26%를 얻으며 참패했고 정의당은 이렇다할 성과를 내지 못한체 지방선거에서 패배하게 되었다.

#### 부산광역시
| 순위   | 기호   | 후보   | 정당     | 득표수    | 득표율    | 비고   |
| ------ | ------ | ------ | -------- | --------- | --------- | ------ |
| 1      | 1      | 서병수 | 새누리당 | 797,926   | 50.65%    |        |
| 2      | 4      | 오거돈 | 무소속   | 777,225   | 49.34%    |        |
| 투표율 | 투표율 | 55.56% | 합계     | 1,575,151 |           | 유효율 |
| 무효   | 무효   | 54,016 | 54,016   | 기권      | 1,303,012 | 96.68% |

노무현 정권때 해수부 장관을 지냈던 오거돈과 4선 친박중진 서병수가 맞붙었다. 서병수 후보와 오거돈 후보가 초경합을 벌이는 것으로 나와 부산 최초의 진보진영 시장이 나오는 것이 아니냐는 기대도 있었지만 서병수 후보가 약 1.3%p의 근소한 우위로 신승했다. 그럼에도 오거돈 후보는 사상구와 사하구를 비롯한 몇몇 구에서는 1위를 기록하기도 하는 등 탈지역주의의 성과를 보이기도 했다.

### 특별자치시장

#### 세종특별자치시
| 순위   | 기호   | 후보   | 정당           | 득표수 | 득표율 | 비고   |
| ------ | ------ | ------ | -------------- | ------ | ------ | ------ |
| 2      | 1      | 유한식 | 새누리당       | 26,451 | 42.21% |        |
| 1      | 2      | 이춘희 | 새정치민주연합 | 36,203 | 57.78% |        |
| 투표율 | 투표율 | 62.65% | 합계           | 62,654 |        | 유효율 |
| 무효   | 무효   | 975    | 975            | 기권   | 37,930 | 98.47% |

### 도지사

#### 경기도
| 순위   | 기호   | 후보    | 정당           | 득표수    | 득표율    | 비고   |
| ------ | ------ | ------- | -------------- | --------- | --------- | ------ |
| 1      | 1      | 남경필  | 새누리당       | 2,524,981 | 50.43%    |        |
| 2      | 2      | 김진표  | 새정치민주연합 | 2,481,824 | 49.56%    |        |
| 투표율 | 투표율 | 53.28%  | 합계           | 5,006,805 |           | 유효율 |
| 무효   | 무효   | 149,886 | 149,886        | 기권      | 4,522,626 | 97.09% |

수원에 기반을 둔 두 정치인이 맡 붙었다. 출구조사에서는 남경필 49.0%, 김진표 51.0%로 김진표 후보가 앞서는 것으로 나타났지만, 막상 개표해보니 남경필 후보가 50.4%로 0.8%p 차이의 근소한 신승을 거둔 것으로 나타났다. 전직 도지사 김문수의 '도지삽니다' 논란과 세월호 침몰 등의 외부 악재가 있었으나 당내 소장파였던 남경필 후보의 중도 행보와 분당 수지 등 부촌 지역에서의 몰표, 그리고 김진표 후보의 기독교 근본주의 논란으로 인해 중도층이 남경필 후보를 선택한 것이 남경필 후보의 당선에 기여했다는 평가이다.

#### 강원도
| 순위   | 기호   | 후보   | 정당           | 득표수  | 득표율  | 비고   |
| ------ | ------ | ------ | -------------- | ------- | ------- | ------ |
| 2      | 1      | 최흥집 | 새누리당       | 369,201 | 48.17%  |        |
| 1      | 2      | 최문순 | 새정치민주연합 | 381,338 | 49.76%  |        |
| 3      | 3      | 이승재 | 통합진보당     | 15,774  | 2.05%   |        |
| 투표율 | 투표율 | 62.24% | 합계           | 766,313 |         | 유효율 |
| 무효   | 무효   | 15,046 | 15,046         | 기권    | 474,110 | 98.07% |

본래 강원도는 TK와 정치성향이 비슷한, 민주당의 무덤이라고도 불리던 곳이었지만 이광재의 당선 이후 진보화되었기 때문에 경합지로 분류되었다. 선거 결과 최문순이 근소한 차이로 새누리당 후보를 앞지르고 재선에 성공하였으며 동시에 진보정당 후보로는 최초로 재선 강원도지사가 되었다.

#### 충청남도
| 순위   | 기호   | 후보   | 정당           | 득표수  | 득표율  | 비고   |
| ------ | ------ | ------ | -------------- | ------- | ------- | ------ |
| 2      | 1      | 정진석 | 새누리당       | 389,314 | 44.02%  |        |
| 1      | 2      | 안희정 | 새정치민주연합 | 461,156 | 52.15%  |        |
| 3      | 4      | 김기문 | 무소속         | 33,757  | 3.81%   |        |
| 투표율 | 투표율 | 55.48% | 합계           | 884,227 |         | 유효율 |
| 무효   | 무효   | 23,523 | 23,523         | 기권    | 728,344 | 97.41% |

자유선진당과 한나라당 등 여권의 표 분산으로 안희정 후보가 어부지리로 승리했던 5회 지선 이후, 자유선진당과 한나라당의 후신인 새누리당이 합당함에 따라 안희정 후보의 당선이 어려워졌다는 분석이 많았다. 그럼에도 불구하고 실제 선거 결과는 안희정 후보의 8%p 역전승으로 나타났고 안희정 후보는 단숨에 대권 주자의 반열에 오르게 되었다.

#### 충청북도
| 순위   | 기호   | 후보   | 정당           | 득표수  | 득표율  | 비고   |
| ------ | ------ | ------ | -------------- | ------- | ------- | ------ |
| 2      | 1      | 윤진식 | 새누리당       | 346,149 | 47.68%  |        |
| 1      | 2      | 이시종 | 새정치민주연합 | 361,114 | 49.75%  |        |
| 3      | 3      | 신장호 | 통합진보당     | 18,590  | 2.56%   |        |
| 투표율 | 투표율 | 58.76% | 합계           | 725,853 |         | 유효율 |
| 무효   | 무효   | 15,191 | 15,191         | 기권    | 520,575 | 97.95% |

윤진식 후보와 이시종 후보가 절친한 관계라는 것이 알려져 화제가 되기도 하였다. 충청북도는 보수정당이 유리한 지역이었지만 이시종의 도정 평가가 나쁘지 않았기 때문에 생각보다는 큰 표차로 이시종 후보가 재선에 성공할 수 있었다.

#### 경상남도
| 순위   | 기호   | 후보   | 정당           | 득표수    | 득표율    | 비고   |
| ------ | ------ | ------ | -------------- | --------- | --------- | ------ |
| 1      | 1      | 홍준표 | 새누리당       | 913,162   | 58.85%    |        |
| 2      | 2      | 김경수 | 새정치민주연합 | 559,367   | 36.05%    |        |
| 3      | 3      | 강병기 | 통합진보당     | 79,015    | 5.09%     |        |
| 투표율 | 투표율 | 59.80% | 합계           | 1,551,544 |           | 유효율 |
| 무효   | 무효   | 38,129 | 38,129         | 기권      | 1,068,674 | 97.60% |

경상남도는 여권의 초우세 지역이었지만 김경수 후보가 36.05%를 득표해 선전하였으며 김해시에서는 1위를 기록하기도 했다. 그 외에 진주, 양산 등의 지역에서도 선전하였다. 홍준표 후보는 지난번 재보궐때보다는 살짝 득표율이 낮아진 58.85%로 낙승하며 재선에 성공했다.

#### 경상북도
| 순위   | 기호   | 후보   | 정당           | 득표수    | 득표율  | 비고   |
| ------ | ------ | ------ | -------------- | --------- | ------- | ------ |
| 1      | 1      | 김관용 | 새누리당       | 986,989   | 77.73%  |        |
| 2      | 2      | 오중기 | 새정치민주연합 | 189,603   | 14.93%  |        |
| 4      | 3      | 윤병태 | 통합진보당     | 33,458    | 2.63%   |        |
| 3      | 4      | 박창호 | 정의당         | 59,609    | 4.69%   |        |
| 투표율 | 투표율 | 59.45% | 합계           | 1,269,659 |         | 유효율 |
| 무효   | 무효   | 45,266 | 45,266         | 기권      | 896,809 | 96.56% |

높은 지지를 받던 김관용의 도정 평가와, 대한민국 보수의 심장이라고 불리는 경상북도의 정치적인 관계가 맞아 떨어져 김관용 후보가 압승해 3선에 성공했다. 오중기 후보는 0.7%p차로 아쉽게 선거비 전액 보전에 실패하며 다시 한번 낙선의 고배를 마셔야했다.

#### 전라남도
| 순위   | 기호   | 후보   | 정당           | 득표수  | 득표율  | 비고   |
| ------ | ------ | ------ | -------------- | ------- | ------- | ------ |
| 3      | 1      | 이중효 | 새누리당       | 92,510  | 9.55%   |        |
| 1      | 2      | 이낙연 | 새정치민주연합 | 755,036 | 77.96%  |        |
| 2      | 3      | 이성수 | 통합진보당     | 120,845 | 12.47%  |        |
| 투표율 | 투표율 | 65.53% | 합계           | 968,391 |         | 유효율 |
| 무효   | 무효   | 47,016 | 47,016         | 기권    | 534,033 | 95.37% |

4선 의원 출신이었던 이낙연 후보가 출마하였고 진보의 지지세가 한국에서 가장 높은 지역 답게 77.96%를 득표하며 전국에서 가장 높은 득표율로 당선되었다. 통합진보당의 이성수 후보는 순천 등 공단 지역에서 선전하였으나 12.47%에 그치면서 당초 예상되었던 선거비용 전액 보전에는 실패했다.

#### 전라북도
| 순위   | 기호   | 후보   | 정당           | 득표수  | 득표율  | 비고   |
| ------ | ------ | ------ | -------------- | ------- | ------- | ------ |
| 2      | 1      | 박철곤 | 새누리당       | 177,172 | 20.45%  |        |
| 1      | 2      | 송하진 | 새정치민주연합 | 599,654 | 69.23%  |        |
| 3      | 3      | 이광석 | 통합진보당     | 89,337  | 10.31%  |        |
| 투표율 | 투표율 | 59.87% | 합계           | 866,163 |         | 유효율 |
| 무효   | 무효   | 33,866 | 33,866         | 기권    | 603,213 | 96.24% |

전 전주시장 송하진이 69.23%로 압승하였으나, 새누리당 박철곤 후보가 20.45%라는 꽤 높은 지지를 받으면서 화제가 되었다. 정운천이 갈고 닦은 지방 조직세 때문에 20%의 관문을 통과할 수 있었다는 평가이다. 새누리당이 2016년 총선때 전주에서 정운천 후보를 당선시키는 등, 전라북도에서 새누리당 지지세가 꽤 늘어났으나 최순실 게이트로 인해 도루묵이 되었다.

### 특별자치도지사

#### 제주특별자치도
| 순위   | 기호   | 후보   | 정당           | 득표수  | 득표율  | 비고   |
| ------ | ------ | ------ | -------------- | ------- | ------- | ------ |
| 1      | 1      | 원희룡 | 새누리당       | 172,793 | 59.97%  | 당선   |
| 2      | 2      | 신구범 | 새정치민주연합 | 99,493  | 34.53%  |        |
| 3      | 3      | 고승완 | 통합진보당     | 12,209  | 4.23%   |        |
| 4      | 4      | 주종근 | 새정치당       | 3,637   | 1.26%   |        |
| 투표율 | 투표율 | 62.79% | 합계           | 288,132 |         | 유효율 |
| 무효   | 무효   | 5,191  | 5,191          | 기권    | 173,859 | 98.23% |